# Tapani Vuorenhela
Tapani Aimo Vuorenhela (nascido em 15 de setembro de 1947) é um ex-ciclista olímpico finlandês. Representou sua nação nos Jogos Olímpicos de Verão de 1972, na prova de estrada individual.